# Crimson Spell
Crimson Spell (クリムゾン・スぺル, Kurimuzon superu) és un còmic japonés de temàtica fantàstica i yaoi amb elements d'humor, l'autoria del qual és Ayano Yamane. A més hi ha un CD drama. La història tracta del príncep Valdrigr, un xic de 18 anys que utilitza una espasa que el maleïx convertint-lo en un dimoni, el qual és domesticat pel mag Halvir Hroptr mitjançant relacions íntimes.

## Personatges
- Valdrigr
- Halvir Hroptr
- Halrein
- Mars[5]
- Gileh
- Anri[6]

## Rebuda i premis
Crimson Spell ha rebut crítiques positives per part de Holly Ellingwood a activeAnime, a Comics Village l'han puntuat com 8,5 sobre 10. Rebé crítiques no tan positives per part dels crítics de Manga-news amb un 12,25 sobre 20 de mitjana.
Fou el manga més venut als Estats Units d'Amèrica la setmana que acabava el 16 d'agost i la que acaba el 14 de juny de 2014. Fou el segon més venut la setmana que acaba el 12 d'abril de 2014 als Estats Units d'Amèrica.
Rebé el premi co-guanyador MS Awards 20112 a la categoria millor Yaoi/Yuri.